# American Motors Corporation
Die American Motors Corporation (AMC) war ein US-amerikanischer Automobilhersteller, der 1954 aus dem Zusammenschluss der Nash-Kelvinator Corporation und der Hudson Motor Car Co. hervorging. Der Sitz war in Kenosha in Wisconsin. 1970 übernahm AMC Kaiser-Jeep (und damit die Marke Jeep).
Im Frühjahr 1987 wurde AMC selbst von der Chrysler Corporation übernommen.

## Geschichte
Das Unternehmen entstand 1954 aus der Fusion von Nash-Kelvinator und Hudson. Mit einem Volumen von rund 198 Millionen US-Dollar war dies der bis dahin größte Firmenzusammenschluss der USA. Die Marken Nash und Hudson wurden zunächst beibehalten; von 1957 bis 1969 verkaufte AMC seine Autos unter dem Markennamen Rambler.
1968 wurde Kelvinator von AMC an White Consolidated Industries verkauft.
1969 übernahm der Jaguar-Importeur Peter Lindner in Frankfurt-Rödelheim den AMC-Alleinvertrieb für die Bundesrepublik Deutschland. Das Programm umfasste die Modelle AMX, Rebel, Ambassador, Jeep und Javelin. Letzterer wurde aus Teilesätzen im Karmann-Werk in Rheine gebaut.
Anfang der 1970er Jahre baute AMC das stark motorisierte Sportcoupé Javelin und den AMX, eine kürzere zweisitzige Version des Javelin. Damit war die Firma auch in der Klasse der pony cars (auch muscle cars) vertreten, die nach dem stilbildenden Ford Mustang benannt wurde. Zur gleichen Zeit kam mit dem Gremlin wieder ein amerikanischer Kleinwagen auf den Markt. 1970 kaufte AMC die Firma Kaiser-Jeep. Damit konnte AMC erstmals in Märkten außerhalb Nordamerikas Fuß fassen.
Ende der 1970er-Jahre geriet AMC in finanzielle Schwierigkeiten; das lag auch daran, dass General Motors nicht die für das neue Modell Pacer vorgesehenen Wankelmotoren liefern konnte. Daraufhin ging AMC 1979 eine Kooperation mit dem französischen Hersteller Renault ein, der seine Modelle in den USA absetzen wollte. Renault-Modelle wurden nun auch in AMC-Fabriken gebaut. Anfang der 1980er-Jahre erzielte AMC Erfolge mit dem vierradgetriebenen Eagle und vor allem mit den Jeep-Modellen, aber die Probleme hielten an. Renault geriet in finanzielle Schwierigkeiten, und das Engagement des Unternehmens in Nordamerika war in Frankreich umstritten. Nach der Ermordung des Renault-Präsidenten Georges Besse am 17. November 1986 beschloss der neue Chef Raymond H. Lévy, sich auf den europäischen Markt zu konzentrieren und das Nordamerika-Geschäft aufzugeben.
Im März 1987 wurde die American Motors Corporation von der Chrysler Corporation aufgekauft. Chrysler machte aus dem erfolgreichsten AMC-Modell Eagle eine Marke und verschmolz sie mit Jeep zur Jeep Eagle Division. 1998 wurde die inzwischen unrentable Marke Eagle gestrichen. Die Marke Jeep gehört seitdem zu Chrysler und kam durch dessen Fusion mit Daimler-Benz zu DaimlerChrysler, durch die Fusion mit Fiat zu Fiat Chrysler und ist durch deren Fusion mit Groupe PSA jetzt eine Marke von Stellantis.

## Modelle
- 1958–1962*: Metropolitan**

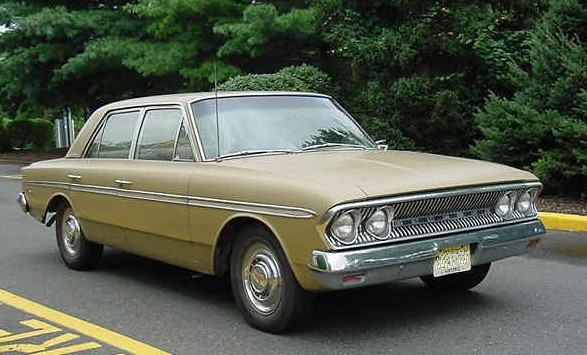
Rambler Classic 770 (1963)

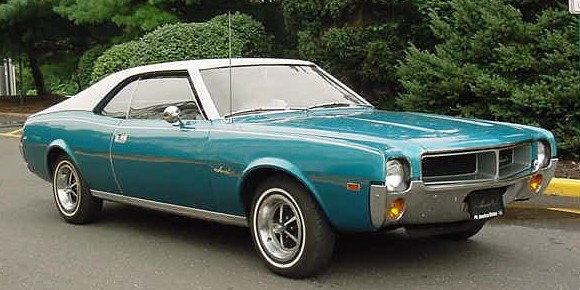
AMC Javelin (1969)

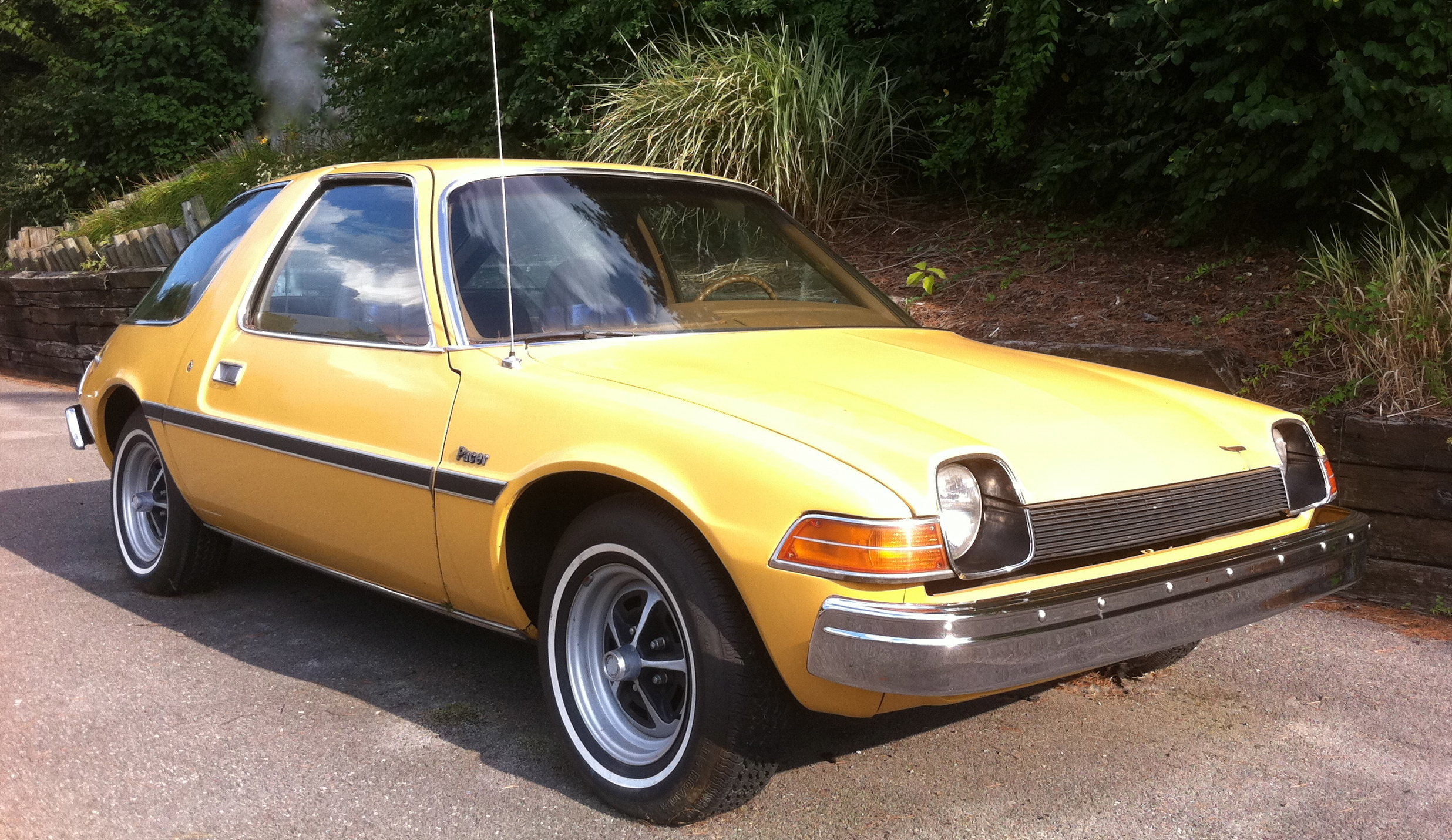
AMC Pacer (1975)

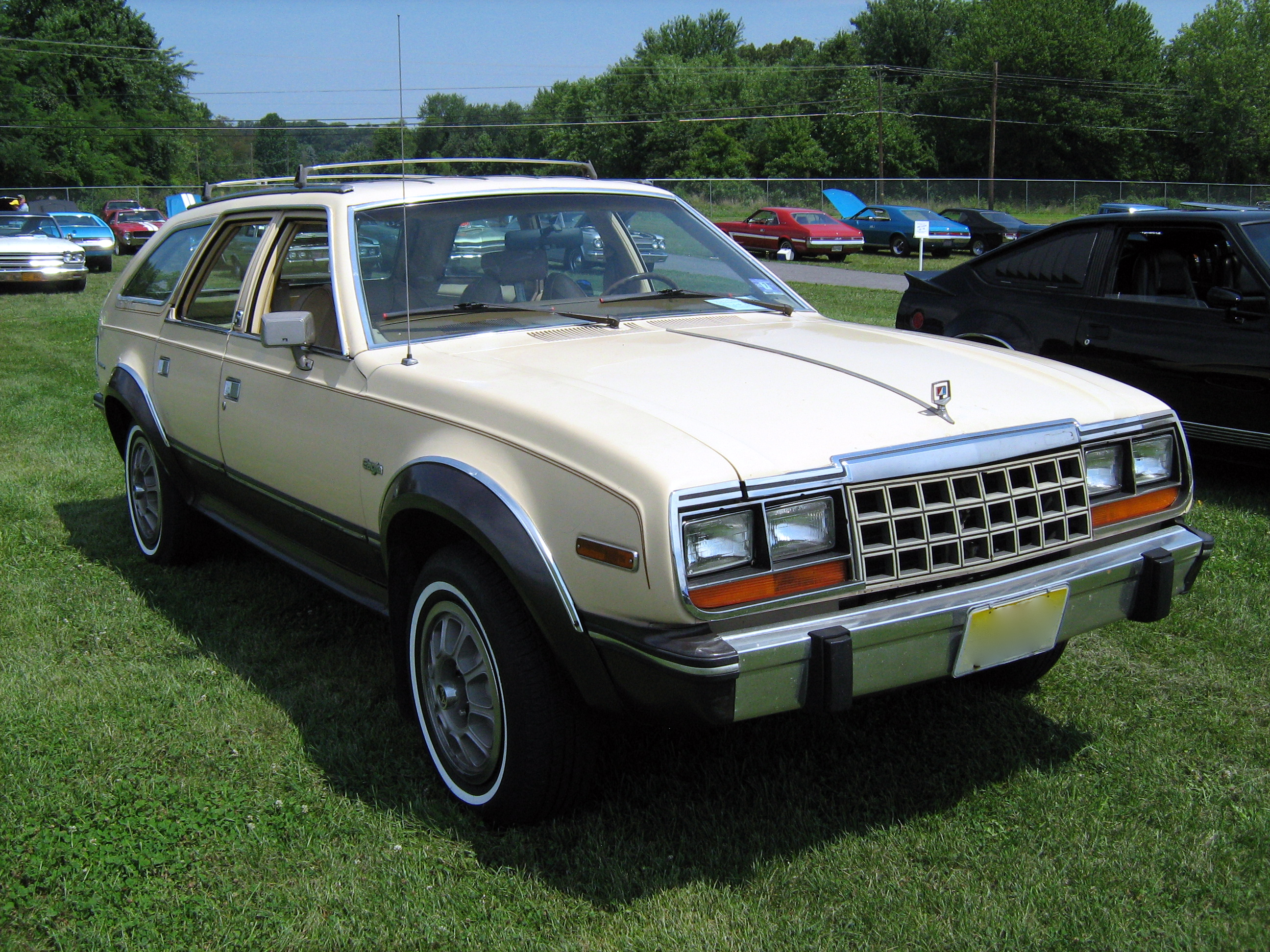
AMC Eagle Wagon (1983)

- 1958–1962: Rambler (inklusive Rambler, Rambler Rebel, Rambler Classic)
- 1958–1969: Rambler American
- 1958–1965: Rambler Ambassador (1958–1962 auch als "Ambassador by Rambler")
- 1960–1963: M422 Mighty Mite
- 1963–1966: Rambler Classic
- 1965–1966: Rambler Marlin, AMC Marlin
- 1965–1967: AMC Marlin
- 1965–1984: AMC Postal Van (die für die US-Post hergestellten Jeep DJ 5 Wagon mit Hinterradantrieb wurden auch unter als AMC Postal Van bezeichnet)[5]
- 1966–1974: AMC Ambassador
- 1967–1970: AMC Rebel
- 1967–1974: AMC Javelin
- 1968–1970: AMC AMX
- 1969–1977: AMC Hornet
- 1970–1978: AMC Gremlin
- 1971–1978: AMC Matador
- 1975–1979: AMC Pacer
- 1977–1983: AMC Concord
- 1978–1983: AMC Spirit
- 1979–1987: AMC Eagle (inkl. SX/4 und Kammback)
- 1983–1987: AMC Alliance – (auf Basis des Renault 9)
- 1984–1987: AMC Encore – (auf Basis des Renault 11)
- 1987–1992: Eagle Premier – (auf Basis des Renault 25)
- 1987–1994: Eagle Medallion – (auf Basis des Renault 21)

- – von 1958 bis 1962 als American Motors, zuvor als Nash bzw. Hudson

## AMC-Modelle in Film und Fernsehen
- Die Figur Wayne Campbell aus dem Film Wayne’s World fährt einen AMC Pacer.
- Der Vater von Jennifer Parker aus dem Film Zurück in die Zukunft fährt einen AMC Eagle.
- Coluche fährt in Brust oder Keule einen AMC Pacer X.
- Der Comicbuch-Verkäufer und Hans Maulwurf in der Serie Die Simpsons fahren jeweils einen AMC Gremlin.
- James Bond fährt im Film Der Mann mit dem goldenen Colt „leihweise“ einen AMC Hornet, sein Gegenspieler Scaramanga fährt ein AMC Matador Coupé.
- Ignatius Perrish, die Hauptrolle des Films Horns, dargestellt von Daniel Radcliffe, fährt einen AMC Gremlin.